# Pantograf (desen)

Pantograf folosit pentru mărirea desenelor. Forma roșie este reprodusă și mărită.

Un pantograf este un aparat folosit pentru reproducerea unui desen, la aceeași mărime cu un model dat sau la o scară diferită de a modelului. Este adesea folosit în desenul tehnic.